# 上江洲誠
上江洲 誠（うえず まこと）は、日本の男性脚本家。大阪府出身。

## 経歴
子供の頃からアニメやゲームが好きでパソコンでゲームプログラミングもやっていた。方や勉強嫌いで中学高校は成績はよくなく、高校で進路に悩み、推薦試験が実技だけの大阪芸術大学芸術学部映像学科入る。その頃はものづくりする仕事をやってみたかったが脚本家のことは頭になかった。ウェブサイトを開設して誰かに読んでもらうことを考えて映画や本の感想を書いていたのがスタジオオルフェの目に止まり、大学中退後、2002年に脚本家デビュー。2004年に独立、フリーとなる。自分はプロの脚本家だといってもいいと手応えがあったのは2006年『うたわれるもの』の脚本を担当しているときだったと語っている。
ギャグからシリアスまで幅広い作品の脚本を手がけ、中でも元永慶太郎や岸誠二が監督を務めるアニメ作品への参加が多い。上記の岸監督作である『瀬戸の花嫁』第1話「極道の妻」では声優出演もしている。
土日はリフレッシュのため必ず休日にしている。

## 参加作品

### テレビアニメ
2002年
- 陸上防衛隊まおちゃん（脚本）

2003年
- 瓶詰妖精（脚本）
- まぶらほ（2003年 - 2004年、脚本）

2004年
- ゆめりあ（シリーズ構成（黒田洋介と共同）・脚本）

2005年
- あまえないでよっ!!（シリーズ構成・脚本）

2006年
- あまえないでよっ!!喝!!（シリーズ構成・脚本）
- うたわれるもの（シリーズ構成・脚本）
- ああっ女神さまっ それぞれの翼（脚本）
- らぶドル 〜Lovely Idol〜（脚本）

2007年
- 瀬戸の花嫁（シリーズ構成・脚本、劇中歌「個人戦士 オレダム」の作詞も手掛ける）
- sola（脚本）
- School Days（シリーズ構成・脚本）

2008年
- あかね色に染まる坂（シリーズ構成・脚本）
- 天体戦士サンレッド（2008年 - 2009年、シリーズ構成・脚本）

2009年
- 天体戦士サンレッド（2009年 - 2010年、第2期、シリーズ構成（中村浩二郎と共同）・脚本）
- タユタマ -Kiss on my Deity-（シリーズ構成・脚本）

2010年
- 刀語（シリーズ構成・脚本）
- 聖痕のクェイサー（シリーズ構成・脚本）

2011年
- 聖痕のクェイサーII（シリーズ構成・脚本）
- これはゾンビですか?（シリーズ構成・脚本）
- 神様ドォルズ（シリーズ構成・脚本）

2012年
- これはゾンビですか? オブ・ザ・デッド（シリーズ構成・脚本）
- 宇宙兄弟（シリーズ構成・脚本 ※1話 - 20話）
- 人類は衰退しました（シリーズ構成・脚本）

2013年
- DEVIL SURVIVOR 2 the ANIMATION（シリーズ構成・脚本）
- ダンガンロンパ 希望の学園と絶望の高校生 The Animation（シリーズ構成・脚本）
- 蒼き鋼のアルペジオ -アルス・ノヴァ-（シリーズ構成・脚本）

2014年
- ディーふらぐ!（シリーズ構成・脚本）
- アカメが斬る!（シリーズ構成・脚本）
- 結城友奈は勇者である（シリーズ構成・脚本）

2015年
- 暗殺教室（シリーズ構成・脚本）
- アルスラーン戦記（シリーズ構成・脚本）
- 乱歩奇譚 Game of Laplace（シリーズ構成・脚本）
- うーさーのその日暮らし 夢幻編（脚本）

2016年
- 暗殺教室（第2期、シリーズ構成・脚本）
- アルスラーン戦記 風塵乱舞（シリーズ構成・脚本）
- この素晴らしい世界に祝福を!（シリーズ構成・脚本）

2017年
- 結城友奈は勇者である -鷲尾須美の章-/-勇者の章-（シリーズ構成・脚本）
- この素晴らしい世界に祝福を!2（シリーズ構成・脚本）
- クズの本懐（シリーズ構成・脚本）
- BORUTO-ボルト- NARUTO NEXT GENERATIONS（2017年 - 2018年、シリーズ構成・脚本 ※1話 - 66話）

2018年
- ラディアン（シリーズ構成・脚本）

2020年
- 空挺ドラゴンズ（シリーズ構成・脚本）

2021年
- 結城友奈は勇者である -大満開の章-（シリーズ構成・脚本）
- 逆転世界ノ電池少女（シリーズ構成・脚本）

2022年
- クールドジ男子（シリーズ構成）

2023年
- この素晴らしい世界に爆焔を!（シリーズ構成・脚本）

2024年
- この素晴らしい世界に祝福を!3（シリーズ構成・脚本）

2025年
- ネクロノミ子のコズミックホラーショウ（シリーズ構成・ストーリー原案）

### 劇場アニメ
2013年
- AURA 〜魔竜院光牙最後の闘い〜（構成）

2015年
- 劇場版 蒼き鋼のアルペジオ -アルス・ノヴァ- DC（構成・脚本）
- 劇場版 蒼き鋼のアルペジオ -アルス・ノヴァ- Cadenza（構成・脚本）

2018年
- 劇場版 七つの大罪 天空の囚われ人（脚本）

2019年
- LAIDBACKERS-レイドバッカーズ-（脚本）
- 映画 この素晴らしい世界に祝福を!紅伝説（脚本）

### OVA
2008年
- School Days OVA「Valentine Days」（脚本）
- School Days OVAスペシャル 〜マジカルハート☆こころちゃん〜（脚本、劇中歌「マジカルハートこころちゃんのテーマ」の作詞も手掛ける）
- クイズマジックアカデミー 〜オリジナルアニメーション〜（脚本）
- 瀬戸の花嫁OVA 仁（シリーズ構成・脚本）

2009年
- あかね色に染まる坂 ハードコア OVAですよにいさん!!（シリーズ構成）
- 瀬戸の花嫁OVA 義（シリーズ構成・脚本）

2010年
- クイズマジックアカデミー 〜オリジナルアニメーション2〜（脚本監修）
- 瀬戸の花嫁　否苦炒亜怒羅魔 極道の妻 KEJIME（シリーズ構成・脚本）

2011年
- カーニバル・ファンタズム（シリーズ構成・脚本）
- 英雄伝説 空の軌跡 THE ANIMATION（シリーズ構成・脚本）
- Fate/Prototype（脚本）

2021年
- Fate/Grand Carnival（シリーズ構成・脚本）

時期未定
- 七つの大罪（シリーズ構成・脚本）※ホビージャパンのメディアミックス企画

### Webアニメ
2016年
- 殺せんせーQ!（シリーズ構成、1・2・3話脚本）

2019年
- ケンガンアシュラ（シリーズ構成、脚本（雑破業と共同））

### ドラマCD
- 瀬戸の花嫁 (アニメ)（2007年・2008年）脚本・脚本監修
- Fate/Zero（2008年）シリーズ構成・脚本
- コープスパーティー（2009年）脚本
- 逢魔警察 ソラとアラシ（2009年）脚本監修
- フランケン・ふらん（2009年）脚本

### その他
- シュレディンガーの猫耳少女（2009年）シナリオ
- se・きらら（2010年）脚本総監修 ※18禁
- コープスパーティー BR 真相解析ファイル 描き下ろし漫画「祁答院慎物語」（2010年）原作
- コトミラージュ 美少女超常決戦!（2013年）原作（『チャンピオンRED』〈秋田書店〉2013年4月号 - 8月号、漫画：みまち）
- THE IDOLM@STER Jupiter Alice or Guilty 作詞

## 出演
- 瀬戸の花嫁第1話友情（カメオ）出演（2007年）テレビの音声役
- 瀬戸の花嫁 婿入りラジオ出演（2007年）
- 瀬戸の花嫁 政外伝出演（2008年）